# Accensus brevicrus
Accensus
Genre
Espèce
Accensus brevicrus, unique représentant du genre Accensus, est une espèce d'opilions eupnois de la famille des Neopilionidae.

## Répartition
Cette espèce est endémique de Nouvelle-Zélande.

## Description
Les mâles mesurent de 1,8 à 2,2 mm.

## Systématique et taxinomie
Le genre Accensus et l'espèce Accensus brevicrus ont été décrits en 2025 par Christopher Kenneth Taylor (d) qui les a classés dans la famille des Neopilionidae.

## Publication originale
- (en) Christopher K. Taylor, « Further discussion of relationships within Australasian Neopilionidae (Opiliones: Phalangioidea), with description of two new species and eight new genera », Zootaxa, 2025, vol. 5631, n. 1, p. 52–82.